# Trận Grozny (1999–2000)
Trận chiến Grozny 1999–2000 là cuộc bao vây và tấn công thủ phủ Grozny của Chechnya được các lực lượng Nga triển khai, trận chiến kéo dài từ cuối năm 1999 đến đầu năm 2000, cuộc bao vây và giao tranh khiến thủ đô bị tàn phá. Năm 2003, Liên hợp quốc gọi Grozny là thành phố bị phá hủy nhiều nhất trên Trái đất khoảng 5.000 quân lính và 8.000 thường dân đã thiệt mạng trong cuộc bao vây, khiến nó trở thành hồi đẫm máu nhất của cuộc chiến tranh Chechnya lần thứ hai. Cuộc vây hãm và tử thủ giữa lực lượng ly khai và Quân đội Nga trong thủ đô Grozny của Chechnya kéo dài từ cuối năm 1999 tới tận tháng 2 năm 2000 mới kết thúc với chiến thắng nghiêng về quân đội của Moscow sau khi quân đội Nga tạm thiết lập quyền kiểm soát trực tiếp trên toàn lãnh thổ Chechnya, sau khi thủ đô Grozny của Chechnya thất thủ và nước Cộng hòa Chechnya Ichkeria bị xóa bỏ, nhưng thương vong lớn Nga phải gánh chịu cũng rất lớn.
Sau khi được bổ nhiệm làm Thủ tướng, Putin đã tuyên bố đanh thép "phiến quân Chechnya là những tên súc sinh, không đáng được sống trên thế giới này". Thái độ cứng rắn của Putin đã giành được lòng dân Nga, điều này đã đặt cơ sở cho thắng lợi tuyển cử sau này. Sau đó Putin lập tức ra lệnh phát động chiến dịch then chốt nhằm vào thủ đô Grozny của Chechnya, sau khi trở thành Tổng thống Nga, Putin đã thực hiện hóa mục tiêu trực tiếp tiếp quản Chechnya vào tháng 5 năm 2000. Trong giai đoạn này, dưới sự lãnh đạo của Putin, quân đội Nga đã thay đổi hoàn toàn diện mạo so với sự lạc hậu từ thời chiến tranh Chechnya lần thứ nhất, quân đội Nga đã thực hiện sự áp chế hiệu quả đối với quân Chechnya. Sau cuộc chiến tại Chechnya, dư luận phương Tây đã gắn cho Putin hình ảnh là một người có lạnh lùng và quyết đoán.

## Diễn biến

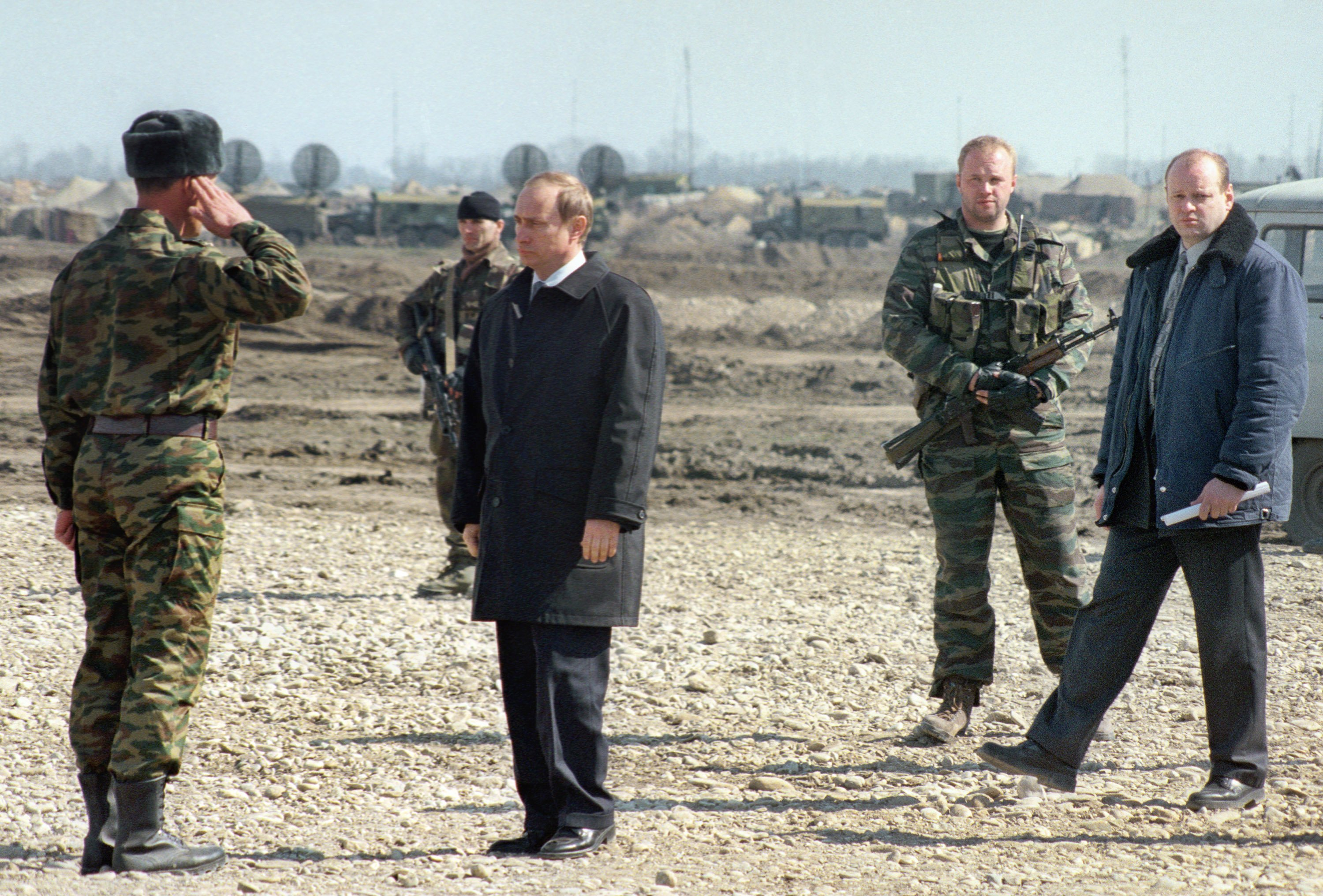
Vladimir Putin đến thị sát chiến trường

Ngày 26 tháng 9 năm 1999, Tổng thống Aslan Maskhadov đã triệu tập cuộc họp bộ tư lệnh tác chiến, phê chuẩn kế hoạch phòng thủ bí mật Grozny, bổ nhiệm Basayev phụ trách quân sự ở mặt trận phía đông. Ngày 27 tháng 9 năm 1999, toàn thể người dân Chechnya đào chiến hào, xây dựng công sự, lô cốt ở mọi nơi. Sau khi khai chiến, một cánh quân của Nga cũng tiến vào miền Tây của Chechnya, tiến sâu vào Bumute cách thủ phủ Grozny chừng 30 km. Ngày 26 tháng 10 năm 1999, đã có 100 ngàn quân Nga bao vây Grozny. Tiếp sau đó, hai bên có trận quyết chiến ở ngoại ô phía bắc cách thành phố Grozny khoảng 4 km. Ngày 12 tháng 11 năm 1999, quân Nga đã chiếm được Gudermes.
Ngày 4 tháng 12 năm 1999, tướng Viktor Kazantsev-chỉ huy quân Nga ở Bắc Caucasus tuyên bố các lực lượng Nga đã bao vây và phong tỏa hoàn toàn thủ phủ Grozny. Quân Nga tấn công thủ phủ Grozny vào đầu tháng 12 năm 1999. Sau 2 tuần nã pháo và không kích, các lực lượng Nga mới chậm rãi tiến vào Grozny. Phiến quân Chechnya kháng cự quyết liệt nhưng quân Nga dùng chiến thuật đánh chậm, thắng chắc. Phần lớn người dân ở Grozny đã sơ tán trước khi quân Nga nã pháo và không kích, các con phố ở Grozny vắng bóng người, quân Nga cũng mở hành lang an toàn để người dân sơ tán, như thế các tòa nhà trong thành phố không còn người để pháo binh Nga mặc sức bắn phá và giảm thiểu nguy cơ bị đánh du kích.
Các cuộc giao tranh ban đầu tập trung vào vùng ngoại ô phía đông Grozny. Các đội trinh sát của Nga cũng tiến vào thành phố để xác định vị trí của phiến quân Chechnya. Chiến thuật của quân Nga là họ dùng một nhóm nhỏ làm mồi nhử để dụ phiến quân bắn trả, từ đó biết được vị trí của phiến quân để căn chỉnh tọa độ nã pháo khóa mục tiêu, củng như dụ chiến binh Chechnya vào ổ phục kích. Ngày 13 tháng 12 năm 1999, quân Nga đã kiểm soát sân bay chính của Chechnya. Tới giữa tháng 1 năm 2000, đông đảo binh sĩ Nga bắt đầu tấn công vào trung tâm thủ phủ Grozny theo 3 hướng. Trong cuộc giao tranh ác liệt này, các lực lượng Nga và phiến quân Chechnya giành giật từng khu vực, vị trí quan trọng, có giá trị.
Với việc các tuyến đường tiếp tế bị quân Nga chặn đứng, phiến quân Chechnya gặp khó khăn khi lương thực và đạn dược ngày càng cạn kiệt. Phiến quân cũng tổn thất lớn về lực lượng và gặp sức ép tâm lý lớn từ các cuộc pháo kích và không kích. Giới thủ lĩnh của phiến quân Chechnya nhận định việc cố thủ và kháng cự ở Grozny là vô ích. Tại một cuộc họp ở trung tâm Grozny, các thủ lĩnh phiến quân quyết định dồn lực lượng phá vòng vây ở Grozny, đưa lực lượng lên vùng núi phía nam Chechnya để tránh sự truy quét của quân Nga. Tổng thống Aslan Maskhadov đã được sơ tán trước đó tới một địa điểm bí mật ở phía nam Chechnya. Các lực lượng chính của phiến quân Chechnya bắt đầu bỏ trốn khỏi Grozny vào những ngày cuối tháng 1 và đầu tháng 2 năm 2000, trong đó, khoảng 4.000 tay súng phiến quân Chechnya bị quân Nga phục kích hoặc lọt vào bãi mìn mà quân Nga cài sẵn khiến nhiều người thiệt mạng.
Khoảng 500-1.000 tay súng Chechnya vẫn trụ lại Grozny. Những người này ẩn náu trong các đường hầm của các tòa nhà vào ban ngày và ban đêm lẻn ra bắn phá các vị trí của quân đội Nga hoặc cài mìn trên các tuyến phố mà binh sĩ Nga hay tuần tra. Ngày 2 tháng 4 năm 2000, quân Nga chiếm được tòa nhà Chính phủ Chechnya, ngày 6 tháng 4 năm 2000, quyền Tổng thống Putin tuyên bố cuộc chiến Chechnya kết thúc. Tháng 6 năm 2000, các lực lượng đặc nhiệm và cảnh sát Nga bắt đầu chiến dịch truy quét các tay súng còn sót lại ở Grozny. Các vụ tấn công do phiến quân thực hiện vẫn diễn ra ở thành phố này nhưng thưa thớt dần, rồi ngừng hẳn. Sau khi kiểm soát Grozny, Tổng thống Putin bổ nhiệm cựu giáo sĩ Akhmad Kadyrov là người đứng đầu cơ quan hành chính của Nga ở Chechnya. 